# Buthacus stockmanni
Espèce
Buthacus stockmanni est une espèce de scorpions de la famille des Buthidae.

## Distribution
Cette espèce est endémique du Maroc. Elle se rencontre vers Msied, Zag, Laâyoune et Seguia el-Hamra.

## Description
Le mâle holotype mesure 53,42 mm et la femelle paratype 57,53 mm.

## Étymologie
Cette espèce est nommée en l'honneur de Mark Stockmann.

## Publication originale
- Kovařík, Lowe & Šťáhlavský, 2016 : « Review of Northwestern African Buthacus, with Description of Buthacus stockmanni sp. n. from Morocco and Western Sahara (Scorpiones, Buthidae). » Euscorpius, no 236, p. 1-18 (texte intégral).